# حفلة نقانق (فلم 2016)
حفلة نقانق (بالإنجليزية: Sausage Party) هو فيلم أمريكي، صدر بتاريخ 12 أغسطس 2016، من إخراج غريغ تيرنان وكونراد فيرنون وتوزيع كولومبيا بيكتشرز ومن بطولة: سيث روغن، كريستين ويج، جونا هيل، بيل هادر، مايكل سيرا، جيمس فرانكو، داني ماكبرايد، كريغ روبنسون، بول رود، نيك كرول، ديفيد كرمهولتز، إدوارد نورتون وسلمى حايك.

## القصة
تتحدث القصة حول منتجات عباره عن نقانق غذائية داخل متجر ممتاز، تظن أنها كل يوم يتم اختيارها من طرف آلهة التي تتمثل في المستهلكين، لكي تحملها خارج المتجر إلى أرض الخلود، بينما يعيش نقانق قصة حب مع خبز، تتغير الأحداث لتكتشف المنتجات أن كل ما كانت تعتقد هو وهم زائف لانها سوف تؤكل.

## مستقبل

### مسلسلات تلفزيونية
في 26 أكتوبر 2022, حصلت أستوديوهات أمازون على الضوء الأخضر لإنتاج 8 حلقات من حفلة السجق: يوتوبيا الطعام ,وهو تكملة لمسلسل, ومن المقرر إصداره في عام 2024, بمشاركة معظم الممثلين وإنتاج مشترك من قبل تلفزيون سوني بيكتشورز ,Annapurna Television و Point Grey Pictures. في مايو 2024، أُعلن أن المسلسل سيُعرض لأول مرة في 11 يوليو 2024.

### لعبة فيديو
ظهر فرانك وبريندا, الشخصيتان الرئيسيتان في الفيلم, في لعبة القتال المتنقلة Sausage Legend, التي أصدرتها شركة Milkcorp لنظامي التشغيل آي أو إس وأندرويد, كجزء من حدث خاص محدود استمر من 6 مارس حتى 31 يوليو 2017. نظرًا لأن هذه اللعبة تنطوي على مبارزة مع النقانق, يمكن للاعبين في هذه اللعبة فتح براندا والتحكم فيها, والتي تتأرجح فرانك لمحاربة النقانق الأخرى.

## روابط خارجية
- مقالات تستعمل روابط فنية بلا صلة مع ويكي بيانات